# La Garenne-Colombes
La Garenne-Colombes è un comune francese di 27 327 abitanti situato nel dipartimento dell'Hauts-de-Seine nella regione dell'Île-de-France.

## Società

### Evoluzione demografica
Abitanti censiti

## Sport

### Calcio
La città è rappresentata dall'Association football de la Garenne-Colombes, società nata nel 1907.

## Amministrazione

### Gemellaggi
- Wangen im Allgäu
- Valpaços
- Yokneam Illit
- Clarksville